# Etiopía italiana
La Etiopía italiana (en italiano: Etiopia italiana), también conocida como el Imperio italiano de Etiopía, fue el territorio del Imperio etíope que estuvo ocupado por Italia durante aproximadamente cinco años. La Etiopía italiana no era una entidad administrativa, sino el nombre formal del antiguo territorio del Imperio etíope que ahora constituía las gobernaciones de Amhara, Harar, Gala y Sidama y Shewa tras el establecimiento del África Oriental Italiana (Africa Orientale Italiana, AOI).
Después de la Segunda guerra italo-etíope, en la que Etiopía fue ocupada por la Italia fascista, los territorios etíopes fueron proclamados por Benito Mussolini como parte del África Oriental Italiana (AOI) en 1936, estableciéndose la capital en Adís Abeba y siendo el rey Víctor Manuel III de Italia proclamado Emperador de Etiopía. Los combates entre las fuerzas etíopes e italianas continuaron hasta febrero de 1937, y la lucha guerrillera persistió hasta 1939.
En 1941, durante la Segunda Guerra Mundial, Etiopía fue ocupada por fuerzas aliadas, principalmente las referidas al Imperio Británico, en la Campaña de África Oriental. Aun así, la guerra de guerrillas italiana en el territorio continuó hasta 1943. El país quedó bajo administración militar británica y, aunque al emperador Haile Selassie se le permitió regresar y proclamar su trono, las autoridades británicas gobernaron el país hasta diciembre de 1944, cuando se restableció la plena soberanía con la firma de un Acuerdo anglo-etíope, aunque algunas regiones permanecieron bajo control británico por más tiempo. Según el tratado de paz de 1947, Italia reconoció la soberanía y la independencia de Etiopía y renunció a todo reclamo de intereses o influencia en ese país. Muchos colonos italianos permanecieron allí durante décadas después de recibir el perdón total del emperador Selassie.

## Características
Desde el 1 de junio de 1936, la Etiopía italiana formaba parte de la recién creada África Oriental Italiana, y estaba compuesta administrativamente por cuatro gobernaciones: Amara, Harar, Gala y Sidama y Shewa. La gobernación de Shewa se conocía originalmente como "gobernación de Addis Abeba", pero se amplió en noviembre de 1938 con partes de las gobernaciones vecinas de Harar, Gala y Sidama y Amara. Cada gobernación estaba bajo la autoridad de un gobernador italiano, responsable ante el virrey italiano, que representaba al emperador Víctor Manuel III en el territorio.
La Etiopía italiana tenía una superficie de 790.000 km2 y una población de 9.450.000 habitantes, lo que resulta en una densidad de 11,96 hab./km2.
| Gobernación                  | Capital    | Población total | Italianos | Matrículas de coche | Escudo de armas |
| ---------------------------- | ---------- | --------------- | --------- | ------------------- | --------------- |
| Gobernación de Amara         | Gondar     | 2.000.000       | 11.103    | AM                  |                 |
| Gobernación de Harar         | Harar      | 1.600.000       | 10.035    | HA                  |                 |
| Gobernación de Gala y Sidama | Jima       | 4.000.000       | 11.823    | GS                  |                 |
| Gobernación de Shewa         | Adís Abeba | 1.850.000       | 40.698    | SC                  |                 |

Algunos territorios del derrotado Reino de Etiopía se añadireron a la Eritrea italiana y la Somalia italiana. Esto no se debió sólo a que estaban principalmente poblados por eritreos y somalíes, sino también como recompensa por sus soldados coloniales que lucharon en el ejército italiano contra las tropas del Negus.[cita requerida]
La moneda utilizada fue la lira de África Oriental italiana: las Lira AOI eran billetes especiales de 50 liras y 100 liras que circularon en AOI entre 1938 y 1941.
El idioma oficial era el italiano, pero en la región de la capital y en Tigray se desarrolló -según académicos como G. Bernini y L. Mori- una lengua koiné procedente del italiano entre la población nativa: el Pidgin italiano de Etiopía.

## Historia

### Conquista y ocupación

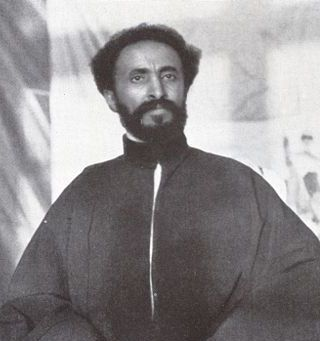
Emperador Haile Selassie en 1934

El reinado del emperador Haile Selassie fue interrumpido el 3 de octubre de 1935 cuando las fuerzas italianas, bajo la dirección del dictador Benito Mussolini, invadieron y ocuparon Etiopía. Ocuparon la capital, Adís Abeba, el 5 de mayo de 1936. El emperador Haile Selassie pidió ayuda a la Sociedad de Naciones para resistir a los italianos pero, sin embargo, el país fue ocupado formalmente el 9 de mayo de 1936 y el emperador hubo de exiliarse. La guerra se caracterizó por su crueldad. Las tropas italianas utilizaron gas mostaza en bombardeos aéreos (en violación de los Convenios de Ginebra) contra combatientes y civiles en un intento de evitar que el pueblo etíope apoyase a la resistencia. Además, se produjeron ataques italianos deliberados contra ambulancias y hospitales de la Cruz Roja. Según las estimaciones, cientos de miles de civiles etíopes murieron como resultado de la invasión italiana, incluyendo la masacre de Yekatit 12 en Adís Abeba, en la que murieron hasta 30.000 civiles. Algunos historiadores han descrito estas represalias contra civiles etíopes como un genocidio. Los crímenes cometidos por las tropas etíopes incluyeron el uso de balas expansivas (en violación de las Conferencias de La Haya), el asesinato de trabajadores civiles (incluso durante la masacre de Gondrand) y la mutilación de áscaris e italianos eritreos capturados (a menudo con castración), comenzando en las primeras semanas de guerra.

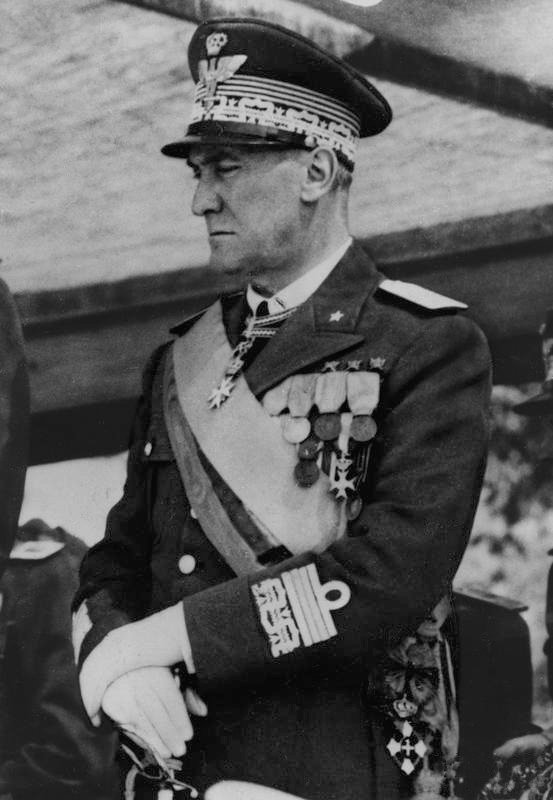
Mariscal Graziani en 1940

Del mariscal Rodolfo Graziani, que sustituyó al mariscal Badoglio como virrey del África Oriental Italiana en mayo de 1936, se dice que era de mal genio y proclive a la violencia, por lo que las atrocidades se multiplicaron bajo su administración. Tras un ataque fallido contra Adís Abeba por parte de los rebeldes el 28 de julio de 1936, hizo fusilar esa misma tarde al arzobispo de Bahir Dar-Dese, sospechoso de estar detrás del ataque. Todos los etíopes rebeldes fueron declarados "bandidos" y ordenó que fueran fusilados al ser capturados. Mussolini aprobó la decisión pero pidió que la orden se mantuviera en secreto. Tras la derrota de los rebeldes liderados por Desta Damtew en la parte occidental del país a finales de diciembre de 1936, hizo ejecutar por pelotones de fusilamiento a 1.600 soldados rebeldes que se rindieron. Las aldeas que habían apoyado Desta fueron quemadas hasta los cimientos y sus mujeres y niños fusilados. Desta y otros líderes rebeldes capturados fueron ejecutados en febrero de 1937.
Los italianos llevaron a cabo muchas otras acciones terroristas durante este período. Tras un intento de asesinato contra Graziani y otros funcionarios italianos por parte de dos eritreos durante una ceremonia para celebrar el nacimiento del Príncipe de Nápoles el 19 de febrero de 1937, la policía y los soldados, temiendo un levantamiento general, dispararon indiscriminadamente contra la multitud, incluyendo transeúntes inocentes. Durante los siguientes tres días, los italianos, liderados por los camisas negras, perpetraron una matanza por toda Adís Abeba. A finales de 1937, más de 5.000 personas habían sido ejecutadas por presuntos crímenes relacionados con el atentado contra Graziani, y un total de 19.200 a 30.000 civiles habían sido asesinados. Entre los muertos se encontraban prácticamente todos los jóvenes etíopes educados y los oficiales y cadetes de la Academia Militar de Holeta. El virrey italiano hizo arrestar y ejecutar a ermitaños, adivinos y juglares ambulantes. En mayo de 1937, ordenó fusilar a 297 monjes del monasterio de Debre Libanos y a otras 23 personas sospechosas de complicidad. También fueron ejecutados más de 100 diáconos y estudiantes. Varios cientos de monjes fueron enviados a campos de concentración. El virrey Graziani fue finalmente reemplazado en noviembre de 1938 por el duque de Aosta, quien puso fin a las atrocidades, que habían tenido el efecto de aumentar la resistencia a la dominación italiana.

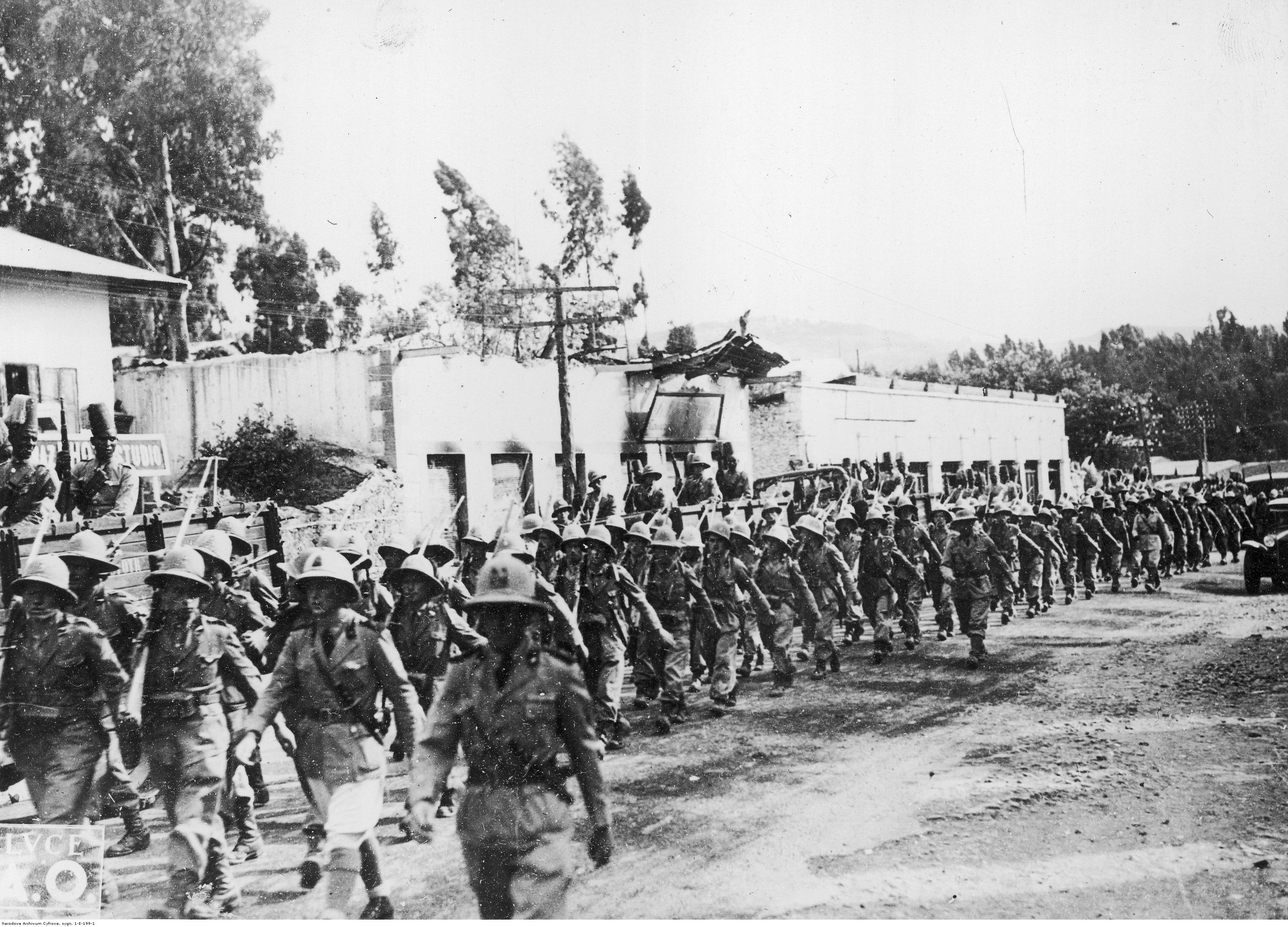
Tropas italianas en Adís Abeba, 1936

Si bien algunos países reconocieron la conquista italiana, Gran Bretaña, Francia, Estados Unidos, la Unión Soviética, China y la Sociedad de Naciones se negaron formalmente a reconocerla y, en consecuencia, siguió siendo ilegítima en el derecho internacional; por lo cual, tras el colapso del poder italiano en 1941, Haile Selassie reasumió el poder sin necesidad de ningún reconocimiento formal por parte de la comunidad internacional. El rey de Italia, Víctor Manuel III, fue coronado emperador de Etiopía y los italianos crearon el África Oriental Italiana con Etiopía, Eritrea y la Somalia italiana en la primavera de 1936.
En 1937 Mussolini se jactó de que, con su conquista de Etiopía, "por fin Adua se había vengado".
Los italianos decretaron que el mestizaje era ilegal. La separación racial, incluida la segregación residencial, se impuso lo más exhaustivamente posible y los italianos mostraron favoritismo hacia los grupos no cristianos. Para aislar a los gobernantes amhara, dominantes de Etiopía, que apoyaban a Selassie, los italianos concedieron autonomía y derechos a los oromos, los somalíes y otros musulmanes, muchos de los cuales habían apoyado la invasión.
Hubo una inversión sustancial en el desarrollo de infraestructura en Etiopía. El presupuesto para AOI de 1936 a 1937 era de 19.136 mil millones de liras cuando los ingresos anuales de Italia eran sólo de unos 18.581 mil millones. Este programa formaba parte de un plan para llevar medio millón de italianos a colonizar las mesetas etíopes. En octubre de 1939, los colonos italianos en Etiopía eran 35.441 -de los cuales 30.232 eran hombres (85,3%) y 5.209 mujeres (14,7%)- y la mayoría de ellos vivían en zonas urbanas. Sólo 3.200 agricultores italianos se trasladaron para colonizar zonas agrícolas, principalmente alrededor de la capital y en la gobernación de Shewa, donde sufrieron ataques esporádicos por parte de las guerrillas pro-Haile Selassie durante 1939.
Los italianos crearon la "Carretera Imperial" entre Adís Abeba y Massawa, la Adís Abeba - Mogadiscio y la Adís Abeba - Asab. Los italianos construyeron más de 4.500 km de carreteras y más de 900 km de vías férreas (como el ferrocarril entre Adís Abeba y Asab). Se pusieron en pie presas y centrales hidroeléctricas y se establecieron numerosas empresas, entre las cuales las más importantes fueron: "Compagnie per il cotone d'Etiopia" (industria algodonera), "Cementerie d'Etiopia" (industria del cemento), "Compagnia etiopica mineraria" (industria de los minerales), "Imprese elettriche d'Etiopia" (industria eléctrica), "Compagnia etiopica degli esplosivi" (industria armamentista) y "Trasporti automobilistici (Citao)" (industria de la mecánica y el transporte).

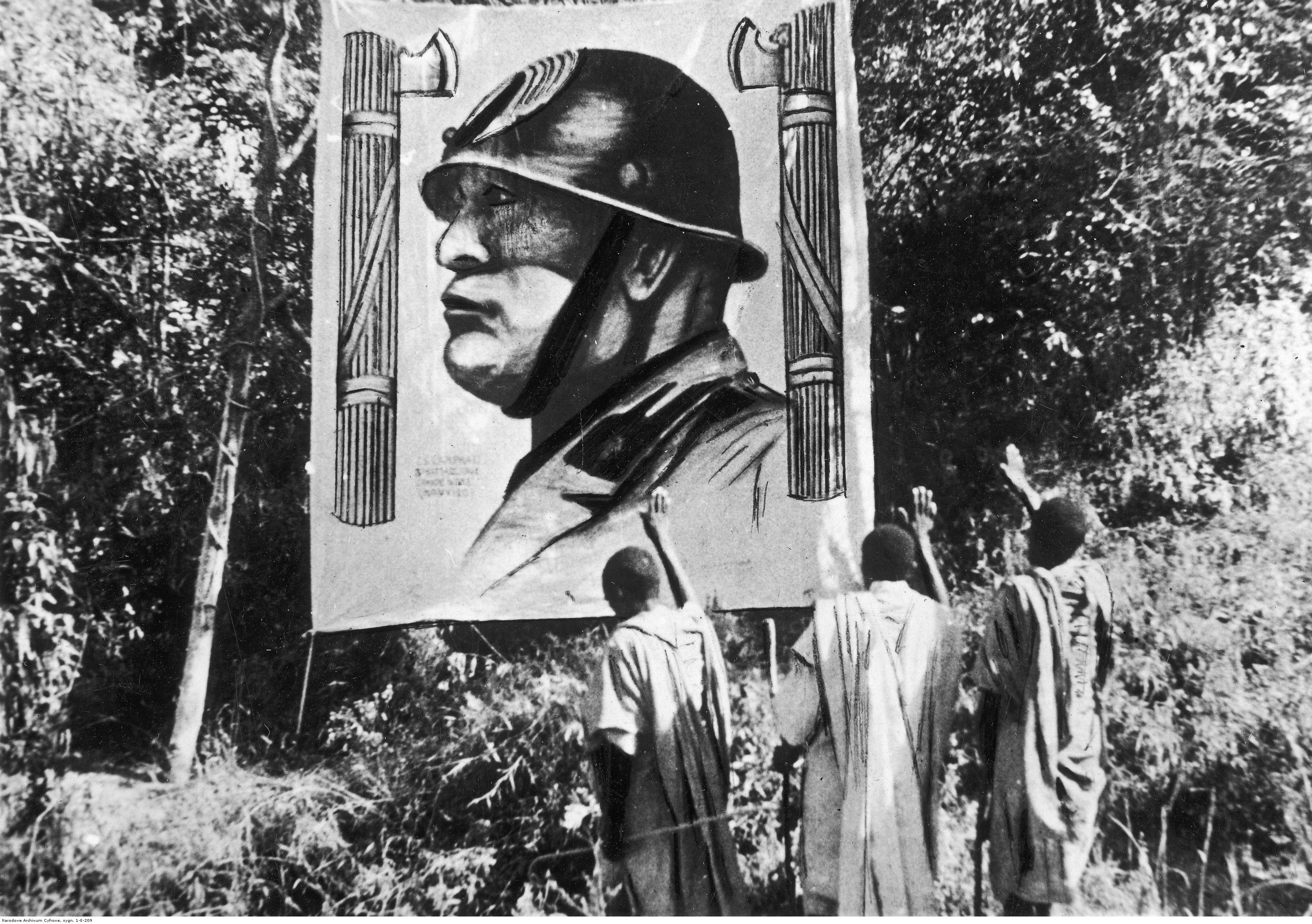
Los etíopes saludan la representación de Mussolini en Mekele

Los italianos también crearon nuevos aeropuertos y, en 1936, iniciaron la mundialmente famosa Linea dell'Impero, un vuelo que conectaba Adís Abeba con Roma. La línea se abrió tras la conquista italiana de Etiopía y fue seguida por los primeros enlaces aéreos con las colonias italianas en el África Oriental Italiana, desde 1934. La ruta se amplió a 6.379 km e inicialmente unía Roma con Adís Abeba vía Siracusa, Bengasi, El Cairo, Wadi Halfa, Jartum, Kasala, Asmara y Dire Dawa. La ruta se realizó en tres días y medio de vuelo diurno y la frecuencia fue de cuatro vuelos semanales en ambos sentidos. Posteriormente desde Adís Abeba hubo tres vuelos semanales que continuaron hasta Mogadiscio, capital de la Somalia italiana.
La línea ferroviaria más importante de las colonias africanas del Reino de Italia, la Chemin de Fer Djibouto-Éthiopien, de 784 kilómetros de longitud, fue confiscado tras la conquista de Etiopía en 1936. La ruta fue utilizada hasta 1935 por trenes de vapor que tardaban unas 36 horas en hacer el viaje entre la capital de Etiopía y el puerto de Yibuti. En 1938 se logró un gran aumento de velocidad para los trenes con la introducción de cuatro vagones de alta capacidad "tipo 038" derivados del modelo Fiat ALn56.
Estos trenes diésel consiguieron alcanzar los 70 km/h, reduciendo el tiempo de viaje a la mitad (18 horas), y se utilizaron hasta mediados de los años 60. En las estaciones principales había algunas conexiones de autobús con otras ciudades de la Etiopía italiana a las que no llegaba el ferrocarril. Además, cerca de la estación de Adís Abeba se creó una unidad especial de control de incendios, que fue la primera en África. Durante el año 1938, los trenes transportaban unidades militares de protección debido a la actividad guerrillera etíope.

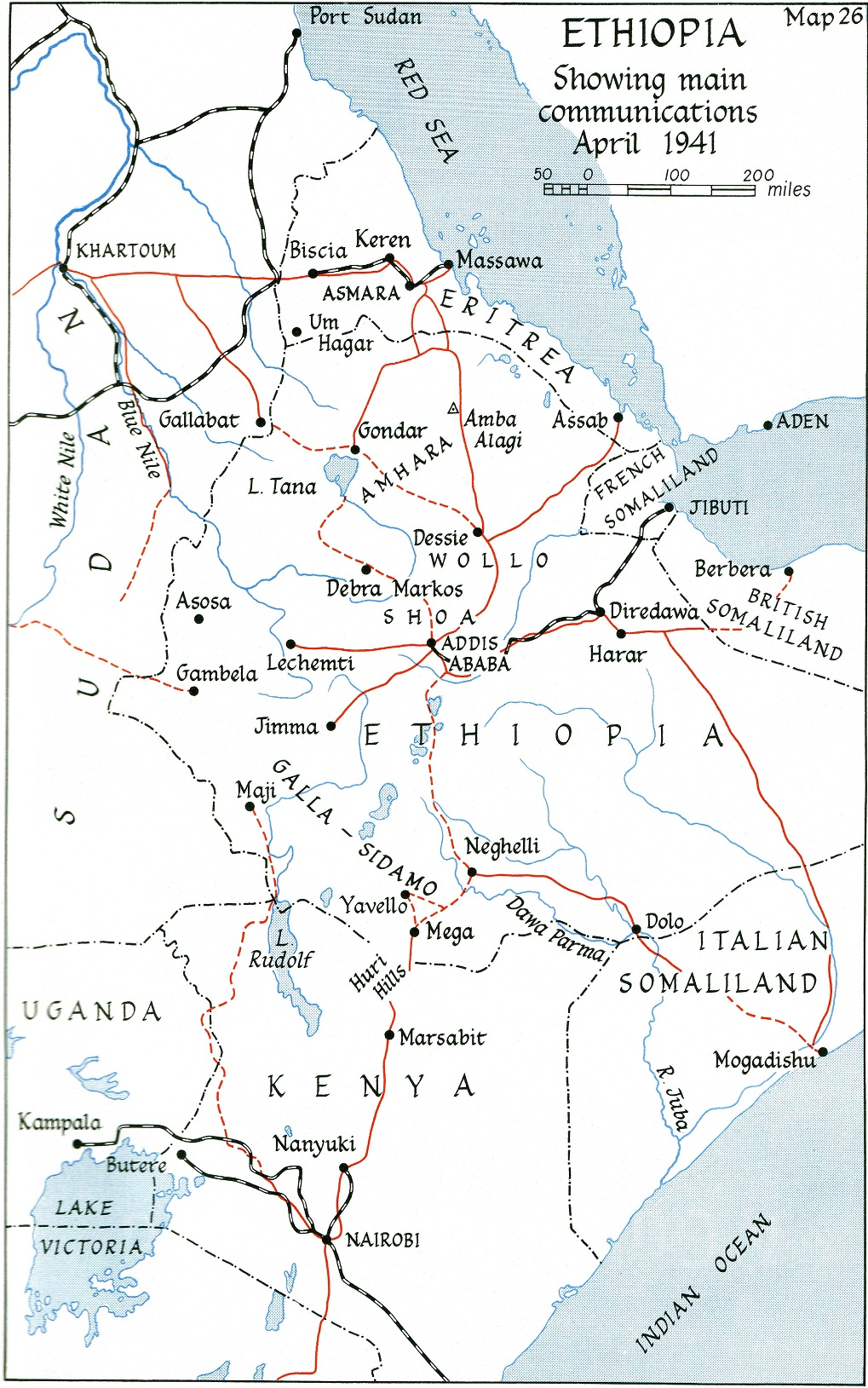
Mapa que muestra en rojo las nuevas carreteras (como la "carretera Imperial" y las que estaban en construcción en 1941) creadas por los italianos en Etiopía.

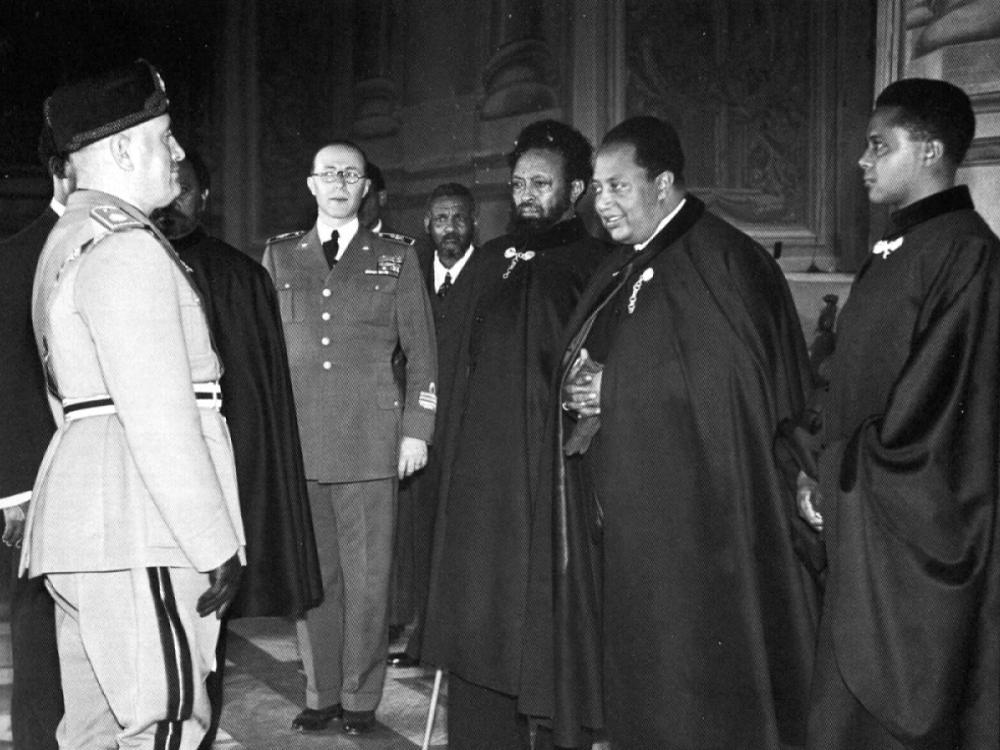
Ras Seyoum Mengesha, Ras Getachew Abate y Ras Kebbede Guebret ofreciendo apoyo a Mussolini en febrero de 1937.

Los Shifta (guerrillas etíopes) aún controlaban casi una cuarta parte de las tierras altas de Etiopía a finales de 1939. En vísperas de la Segunda Guerra Mundial todavía controlaban Harar y la gobernación de Gala y Sidama. Abebe Aregai, el último líder de los arbegnoch ("guerrilleros" en Etiopía) hizo una propuesta de rendición a los italianos en la primavera de 1940, tras la rendición de 1939 de los líderes etíopes Zaudiè Asfau y Olonà Dinkel. Durante los cinco años de ocupación italiana, el catolicismo también creció en importancia, gracias principalmente al esfuerzo de misioneros como Elisa Angela Meneguzzi, conocida como el "Fuego Ecuménico" debido a sus fuertes esfuerzos en el ecumenismo con los cristianos coptos y musulmanes, al mismo tiempo que atendía las relaciones con los católicos de Dire Dawa.

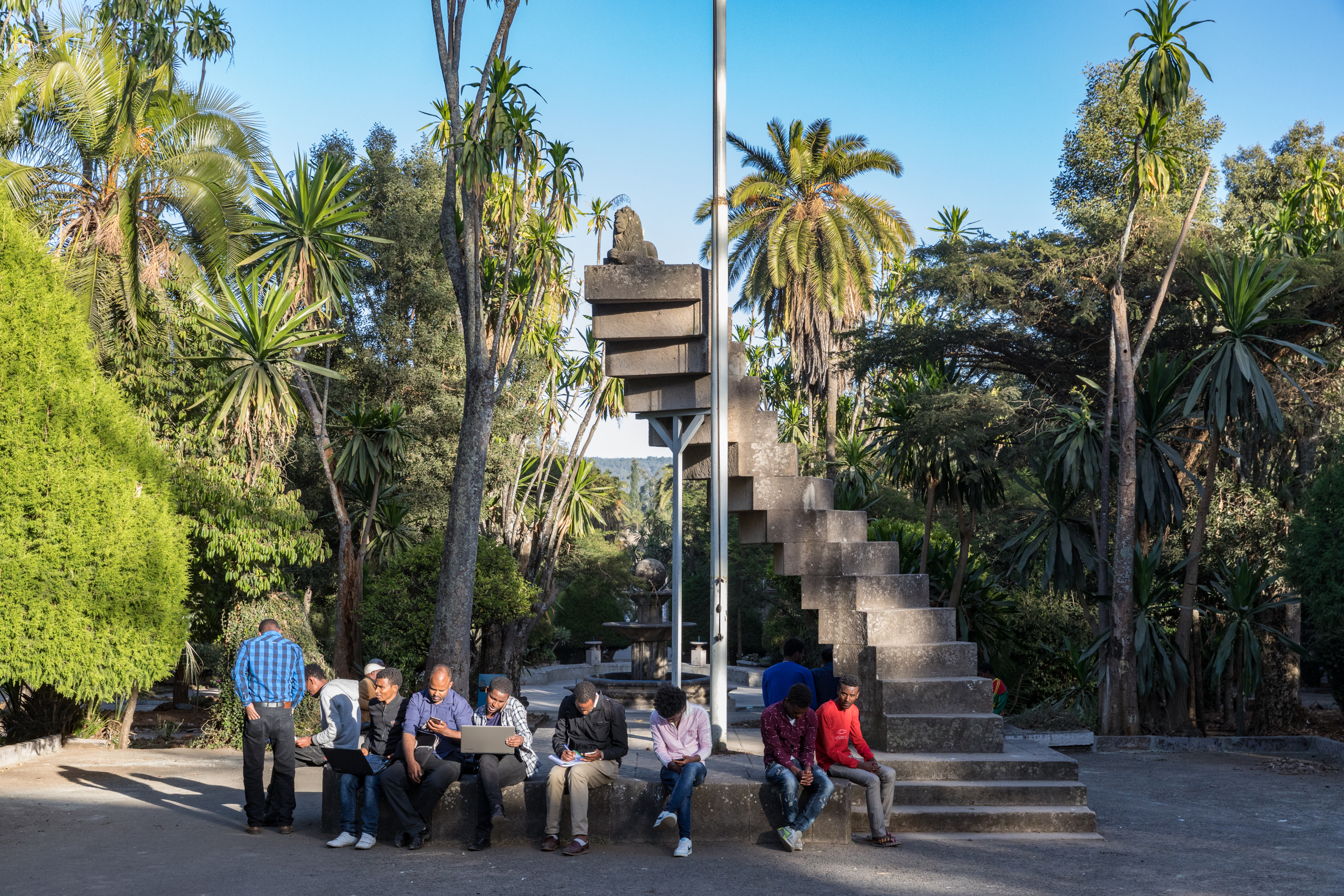
Escalera a ninguna parte de Mussolini, monumento en la Universidad de Addis Abeba con una escalera por cada año de gobierno de Mussolini desde 1922

### Segunda Guerra Mundial
Durante la Segunda Guerra Mundial, en el verano de 1940, las fuerzas armadas italianas completaron la conquista italiana de la Somalilandia británica. En la primavera de 1941, los británicos habían contraatacado y se habían adentrado profundamente en África Oriental Italiana. El 5 de mayo, Haile Selassie había regresado a Adís Abeba para reclamar su trono. En noviembre, la última resistencia italiana organizada en Etiopía terminó con la caída de Gondar.
Tras la rendición de África Oriental, algunos italianos llevaron a cabo una guerra de guerrillas que duró dos años más. Esta fue llevada a cabo principalmente por unidades militares con oficiales italianos (como el capitán Paolo Aloisi, el capitán Leopoldo Rizzo, el oficial camisa negra De Varda y el mayor Lucchetti), pero también por civiles como Rosa Dainelli, médica que en agosto de 1942 logró entrar en el principal depósito de municiones del ejército británico en Adís Abeba y lo voló por los aires. Su acción destruyó la munición de la nueva subametralladora británica Sten, retrasando el uso de este armamento "de última generación" durante muchos meses.

### Después de la Segunda Guerra Mundial

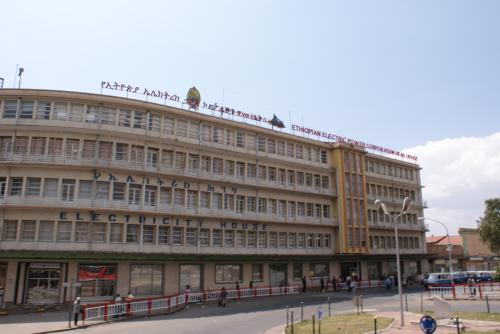
Edificio de la corporación de energía eléctrica de la era italiana en Addis Abeba

El reconocimiento por parte del Reino Unido de la plena soberanía de Etiopía se produjo con la firma, el 19 de diciembre de 1944, del acuerdo anglo-etíope que reconocía a Etiopía como "un Estado libre e independiente" aunque varias regiones permanecieron bajo ocupación británica durante varios años.
En el tratado de paz de febrero de 1947, Italia renunció a la soberanía sobre sus colonias africanas de Libia, Eritrea y Somalia (art. 23) y reconoció la independencia de Etiopía (art. 33), por entonces miembro soberano de las Naciones Unidas.
Italia además acordó:
- Pagar una reparación de guerra de 25.000.000 dólares estadounidenses a Etiopía
- Aceptar el "Anexo XI del Tratado", por recomendación de la Asamblea General de las Naciones Unidas en la Resolución 390, que indicaba que Eritrea se federaría con Etiopía.

Después de la guerra, los etíopes italianos recibieron un perdón total por parte del recién regresado emperador Haile Selassie, ya que vio la oportunidad de continuar los esfuerzos de modernización del país. Declaró que no se tomarían represalias contra los italianos, y muchos permanecieron durante décadas, hasta el derrocamiento del Emperador en la Guerra civil etíope de 1974. Casi 22.000 italo-etíopes se refugiaron en Italia durante la década de 1970. Su principal organización en Italia es la Associazione Italiana Profughi dall'Etiopia ed Eritrea (AIPEE).
En los últimos años, algunas empresas italianas han vuelto a operar en Etiopía, y un gran número de técnicos y directivos italianos se mudaron con sus familias, residiendo principalmente en el área metropolitana de la capital.

## Relaciones contemporáneas

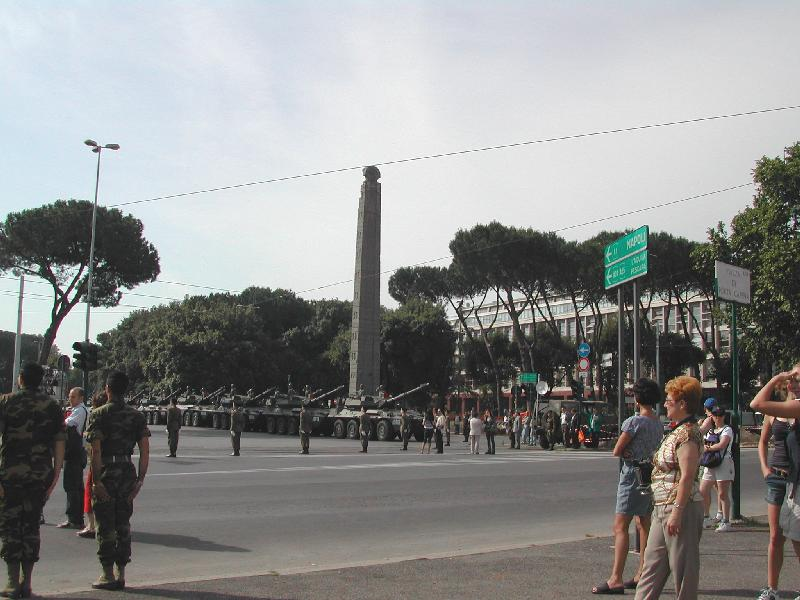
Desfile militar de la Fiesta de la República Italiana pasando por el Obelisco de Aksum, que se encontraba en la Puerta Capena de Roma (1937-2004).

A mediados de la década de 1990, un movimiento populista formado por italianos y etíopes (tanto en el país como expatriados en todo el mundo) solicitó al Gobierno italiano del momento que devolviera el obelisco, evento que finalmente culminó con su repatriación en 2008 a Axum, ciudad de su creación.
La firma italiana Salini Costruttori fue elegida por el gobierno etíope para diseñar y construir la presa del Renacimiento Etíope en el Nilo Azul, que una vez terminada será la presa y planta hidroeléctrica más grande de África. Como los ingenieros italianos ayudaron en el pasado a construir el primer ferrocarril de Adís Abeba a Yibuti, el gobierno etíope los ha vuelto a contratar para ampliar la red ferroviaria junto con India y China. Durante los últimos 20 años, Italia ha seguido estando entre los cinco principales socios comerciales de Etiopía y es un importante inversor en su economía.

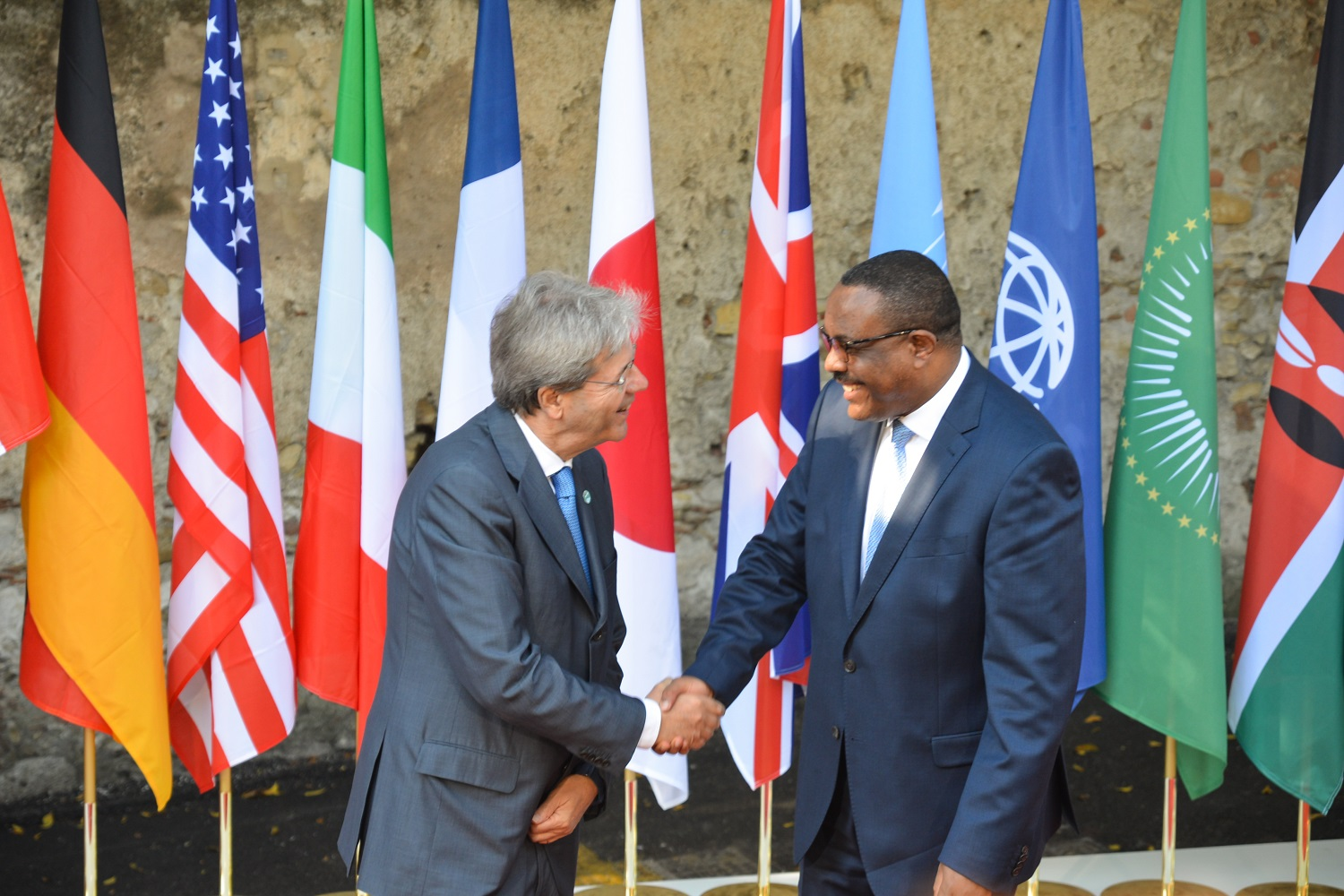
Apretón de manos de Paolo Gentiloni y Hailemariam Desalegn durante la 43.ª cumbre del G7.

Los idiomas etíopes como el amárico y el tigriña tienen muchas palabras tomadas del idioma italiano, por ejemplo "gettone" (ficha), "bigli" del italiano "biglie" (canicas de vidrio), "borsa" (bolsa), "machìna" del italiano "macchina" (coche), "carburatore" (carburador) y otros. Etiopía tiene escuelas e institutos culturales italianos (como la Scuola Statale Italiana de Adís Abeba), que fomentan la cultura italiana y etíope y son gratuitos para el público.

## Billetes y sellos postales
| Imagen frontal | Imagen trasera | Cantidad  | Color      | Descripción frontal                    | Descripción trasera                  |
| -------------- | -------------- | --------- | ---------- | -------------------------------------- | ------------------------------------ |
|                |                | 50 liras  | Verde      | LIRE CINQVANTA – BANCA D'ITALIA        | 50 LIRAS – Lupa romana               |
|                |                | 100 liras | Verde/gris | LIRE CENTO – BANCA D'ITALIA – Dea Roma | LIRE CENTO – BANCA D'ITALIA – Aquila |

El 5 de mayo de 1936, la capital Adís Abeba fue capturada por los italianos: el 22 de mayo se emitieron tres nuevos sellos que representaban al Rey de Italia. El 5 de diciembre de 1936 se emitieron cuatro valores más con la inscripción "ETIOPIA". Después de esa fecha, los sellos se emitieron con el nombre "Africa Orientale Italiana".[cita requerida]